# Acutogordius doriae
Acutogordius doriae är en djurart som tillhör fylumet tagelmaskar, och som först beskrevs av Lorenzo Camerano 1890. Acutogordius doriae ingår i släktet Acutogordius, och familjen Gordiidae. Inga underarter finns listade i Catalogue of Life.